# Dentimargo totomiensis
Dentimargo totomiensis is een slakkensoort uit de familie van de Marginellidae. De wetenschappelijke naam van de soort is voor het eerst geldig gepubliceerd in 1927 door Makiyama.